# Lakin
Lakin es una ciudad ubicada en el condado de Kearny en el estado estadounidense de Kansas. En el año 2010 tenía una población de 2216 habitantes y una densidad poblacional de 923,33 personas por km².

## Geografía
Lakin se encuentra ubicada en las coordenadas 37°56′25″N 101°15′31″O / 37.94028, -101.25861 (37.940202, -101.258728).

## Demografía
Según la Oficina del Censo en 2000 los ingresos medios por hogar en la localidad eran de $38,875 y los ingresos medios por familia eran $44,688. Los hombres tenían unos ingresos medios de $31,086 frente a los $20,433 para las mujeres. La renta per cápita para la localidad era de $15,531. Alrededor del 10.4% de la población estaban por debajo del umbral de pobreza.